# 奧蘭治-拿騷的弗里索王子
約安-弗里索王子（荷蘭語：Johan Friso Bernhard Christiaan David van Oranje-Nassau van Amsberg，1968年9月25日—2013年8月12日），是荷蘭王國王室成員，現任國王威廉 - 亞歷山大的二弟。2012年2月17日，約安-弗里索王子在奧地利莱希遇到雪崩，被送往因斯布魯克的一家醫院，但病情穩定。經過近一年半的昏迷，他在2013年8月12日逝世。

## 早年生活
約安-弗里索王子原本是荷蘭王室成員，也是荷蘭王室的第二王位继承人，但在荷兰政府宣布不支持他与梅布尔-维塞-史密特结婚后，他公开宣布放弃自己的王位继承权。

## 死亡

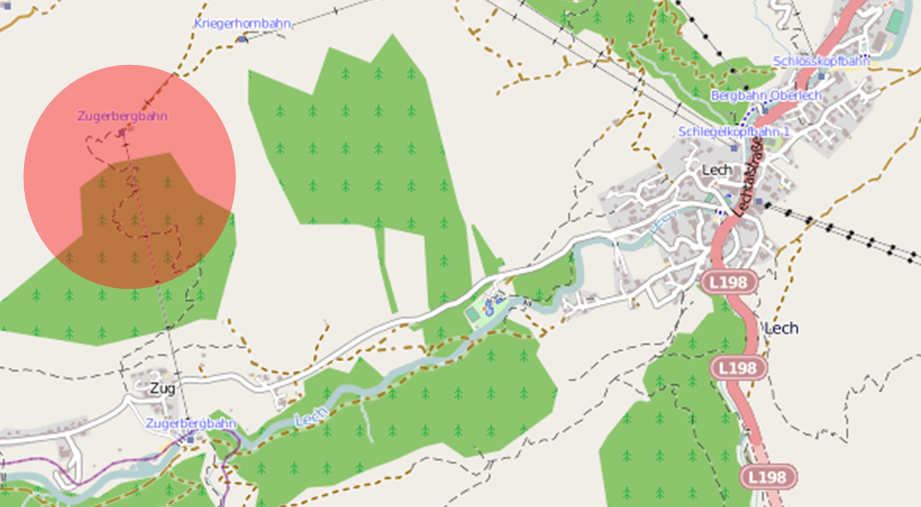
發生意外的地點

約安-弗里索王子於2012年在奥地利滑雪遇上雪崩受伤，因而缺氧導致昏迷不醒。
2012年3月1日，他被轉送到英國惠靈頓醫院。
2013年7月13日，他再被轉送回荷蘭接受治療，
2013年8月12日約安-弗里索王子在豪斯登堡宮逝世，終年44歲。